# Жозе Дутра дос Сантос
Жозе Дутра дос Сантос (порт.-браз. José Dutra dos Santos, 26 січня 1948, Ріо-де-Жанейро) — бразильський футболіст, що грав на позиції захисника. По завершенні ігрової кар'єри — бразильський тренер, відомий за роботою в низці клубів різних країн.

## Кар'єра футболіста
Жозе Дутра дос Сантос розпочав грати у футбол у клубі «Бонсусессо», а з 1968 до 1980 року грав у клубах «Васко да Гама», «Клуб Ремо» і «Віторія» (Салвадор). У 1968 році у складі олімпійської збірної Бразилії брав участь в Олімпійських іграх 1968 року у Мехіко, де зіграв 2 матчі.

## Кар'єра тренера
На початку своєї тренерської кар'єри Дутра тренував низку бразильських клубів, зокрема «Сампайо Корреа», «Мото Клуб», «Мараньян», «Ріу-Неґру», «Пайсанду», «Туна Лузо», «Клуб Ремо», «Анаполіна» та «Ферровіаріо». У 1994 році очолив туніський клуб «Етюаль дю Сахель», який привів у 1995 і 1996 роках до перемоги в Кубку Тунісу. У 1998 році бразильський тренер очолив саудівський клуб «Ан-Наср». Надалі у 2009 році Дутра очолював суданський клуб «Аль-Хіляль» з Омдурман, який привів до перемоги в чемпіонаті Судану. У 2009—2010 роках бразильський тренер працював у лівійському клубі «Аль-Аглі» з Бенгазі, який також привів до перемоги в чемпіонаті країни. У 2010 році Дутра очолив марокканський клуб «Відад», у якому працював протягом року. У 2011 році бразилець очолив алжирський клуб «Константіна», проте не допрацював у ньому навіть до кінця сезону, та покинув клуб.